# Varaždinsko športsko društvo
Varaždinsko športsko društvo je bilo športsko društvo iz Varaždina.

## Povijest
Osnutak mu datira u razdoblju kraja siječnja i početka veljače 1939. godine. Iz varaždinske su se Slavije izdvojili lakoatletičari i hokejaši te su osnovali svoje vlastito športsko društvo. Svrha novog društva je voditi što jaču propagandu među građanstvom. Planiralo se imati sekcije za laku atletiku, plivanje, tenis, hojeh na ledu i umjetničko sklizanje, a ako bi bilo potreba, namjeravalo se osnovati i ine sekcije osim nogometne. Među osnivačima spominju se već poznati varaždinski športaši kao što su dr Velimir Kalafatić, ing. Stjepan Briksi (Brixi), R. Heršak, Novak, Mišćin I. Hršak, Mladen Vojtjehovski te više dotadanjih sekcija Slavlje te osnivači lakoatletskog i hokejskog športa u Varaždinu Drago Grims i Artur Takač.
Kad je osnovano, odmah se odlučilo pristupiti izgradnji trkaće staze, skakališta i bacališta, što je i učinjeno i tehnički dobro izvedeno. Trkalište je izgrađeno na terenu Veške. Otvorenje je bilo 18. lipnja 1939., a za to je organizirano međunarodno lakoatletsko natjecanju koje je ujedno bilo prva međunarodna priredba u lakoj atletici u Varaždinu. Na istom se prostoru planiralo napraviti tenisko igralište. 
Godine 1939. društvo je imalo 145 članova. Društvo je imalo dvije sekcije: atletsku i za hokej na ledu (klizačka i hokej sekcija, referent Vladimir Vrančić). Obje su bile članicama u nadležnim športskim savezima u Zagrebu. 
Godine 1940. priredilo je pet javnih nastupa u Varaždinu i dva gostovanja u Zagrebu. Dalo je reprezentativce za nastup protiv Mađarske (Fabeta) i protiv Slovačke (Reisinger). Za omladinsku reprezentaciju protiv Splita dalo je VŠD svoje omladince (Krnjoul, Fabeta I, Fabeta II, Koledić). Na podsaveznom natjecanju održanom u Zagrebu VŠD osvojilo je drugo mjesto, pa je time pobijedilo stare i renomirane klubove HAŠK, Concordiju, Makabi i Željezničar, dok je prvo mjesto osvojio Marathon.
Hokejaše na ledu te je godine trenirao je član ljubljanske Ilirije Eržan, državni reprezentativac. Momčad je igrala u Karlovcu, Zagrebu i u Varaždinu. Izvrsnim je igrama bila opasan protivnik i samome prvaku.

## Sekcije

### Atletika
Djelovala od 1939.

### Hokej na ledu
Djelovala od 1939. godine. Osvojila je Prvenstvo Hrvatske u hokeju na ledu 1940./41.

## Rukomet
VŠD je imao rukometnu sekciju. Djelovala od 1940.

## Stolni tenis
Stolnoteniski odjel pokrenuo je 1941.

## Predsjednici
- 1939.: Velimir Kalafatić

## Potpredsjednici
- 1939.: Stjepan Briksi, Dragutin Mišćin
- 1940.: Stjepan Briksi, Dragutin Matošić, Stjepan Matošić, Marijan Vene

## Tajnici
- Drago Grims, Stanislav Đurak, Artur Takač